# Урсула Тілеманн
Урсула Тілеманн (нім. Ursula Thielemann, 9 січня 1960) — західнонімецька хокеїстка на траві.
Срібна призерка Олімпійських Ігор 1984 року.